# Myristica duthiei
Myristica duthiei är en tvåhjärtbladig växtart som beskrevs av King. och Joseph Dalton Hooker. Myristica duthiei ingår i släktet Myristica och familjen Myristicaceae. Inga underarter finns listade i Catalogue of Life.